# The Incredibly True Adventure of Two Girls in Love
The Incredibly True Adventure Of Two Girls In Love (pt: Prazer Sem Limites) é um filme norte-americano sobre a primeira paixão de duas adolescentes. O filme foi a rampa de lançamente da actriz da série L Word, Laurel Holloman.

## Sinopse
Randy Dean (Laurel Holloman), uma rapariga lésbica de ar arrapazado apaixona-se por Evie Roy (Nicole Ari Parker), uma das raparigas mais populares do liceu e, até aí, heterossexual. O filme retrata uma história de amor e as aventuras entre duas adolescentes de diferentes estratos sociais e económicos, aparentemente, diferentes em tudo.